# Nonsuinda
Nonsuinda, ook gekend in het Spaans als Roswinda of Hoshuinda, was een benedictijnse kluizenares uit de tiende eeuw na Christus. In 964 ontving ze een brief van haar zoon Adalgerus. Hij was waarschijnlijk een bisschop van Augsburg maar hier is geen expliciet bewijs voor. De exacte data van Nonsuinda haar geboorte en dood zijn niet bekend.

## De brief

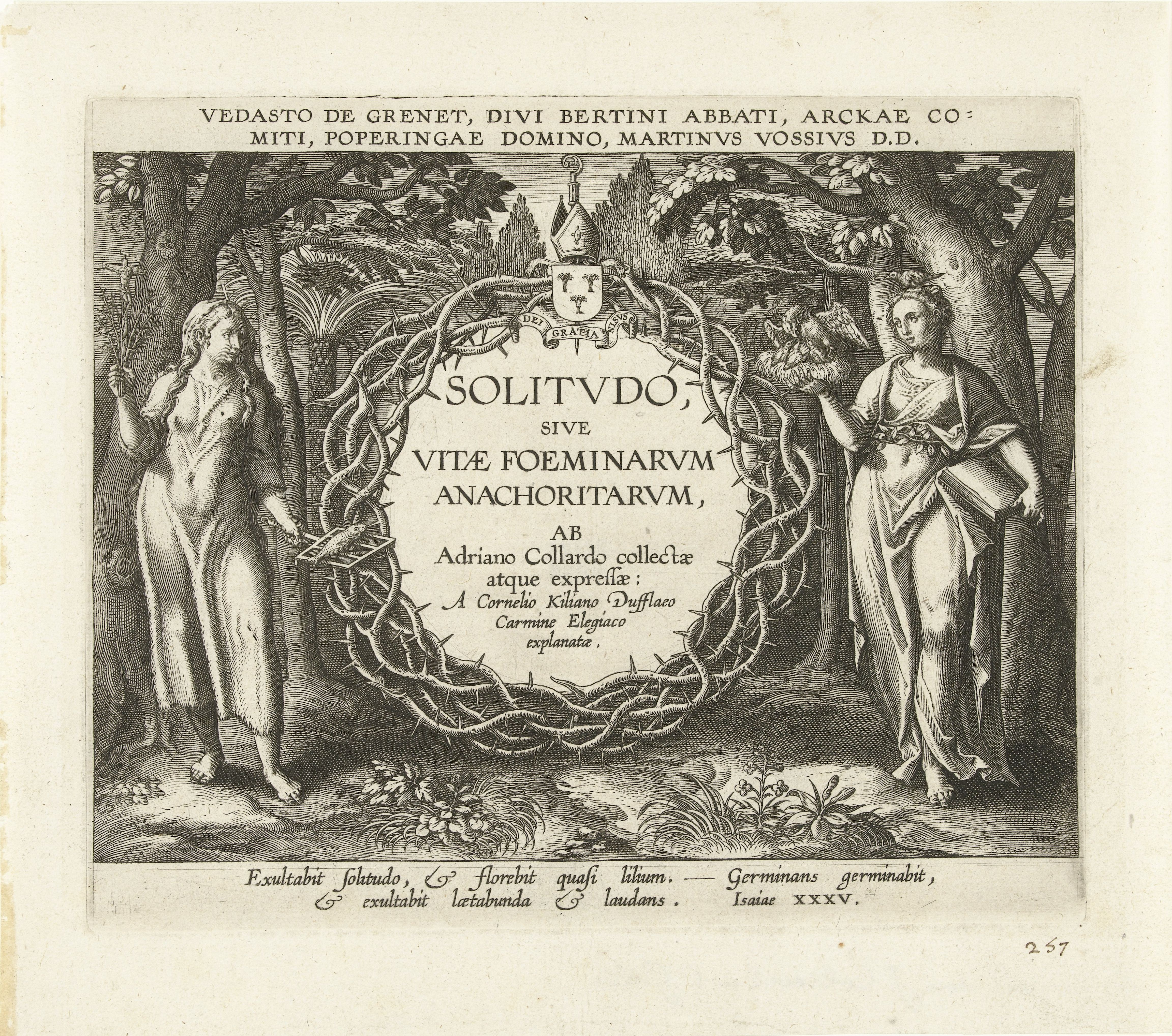
Titelprent van serie over Vrouwelijke Kluizenaars

In het jaar 964 ontving ze een brief, de zogenaamde Admonitio ad Nonsuindam reclusam (Admonitie naar de kluizenares Nonsuinda) van haar zoon Adalgerus. “Admonition” betekent letterlijk waarschuwing. Maar, in de context van Nonsuinda moet het gezien worden als een brief waarin staat hoe zij zich moet gedragen. In de brief staat hoe Nonsuinda als een goede kluizenares moet leven. De brief bevat dus de belangrijkste deugden van een leven als kluizenares of recluse. Voorbeelden van zulke deugden zijn: nederigheid, bidden en jezelf afzonderen van de samenleving.
De originele tekst (Admonitio ad Nonsuindam reclusam) dateert uit de zevende eeuw. De brief van Adalgerus aan Nonsuinda is dus een kopie van deze tekst. Het feit dat deze brief in de tiende eeuw werd gekopieerd toont aan dat er opnieuw meer aandacht was voor het beoefenen van het ascetisme door vrouwen. Ascese is een vorm van zelfbeheersing en zelfverloochening. Deze levensstijl vormde een belangrijk aspect voor kluizenaressen, aangezien zij door spirituele devotie een hogere vorm van zelfbewustzijn probeerden te bereiken.
Bovendien behoorde de brief tot een samenhangende verzameling van geschriften over de monastieke staat. Tot deze verzameling behoorde onder meer het Liber de Virtutibus geschreven door Adalgerus, haar zoon. Ook de Institutis Coenobiorum van Cassianus, een monnik uit het vroege christendom, maakte er deel van uit. Dit illustreert bijgevolg dat in deze geschriften verschillende ideeën over de monastieke staat zich ontwikkelde.
Overigens wordt Nonsuinda in de manuscripten "mater" (moeder) genoemd, wat mogelijk aangeeft dat ze een spirituele leidster of abdis was binnen een klooster of religieuze instelling.

## Benedictijnse orde
De tekst Admonitio ad Nonsuindam reclusam komt uit een manuscript afkomstig van een klooster met een sterke benedictijnse traditie namelijk het Keizerlijk klooster van Sankt Emmeram, een abdij te Regensburg. Nonsuinda’s exacte rol binnen de benedictijnse kloosterorde is niet bekend.
Het benedictijnse kloosterleven liet altijd ruimte voor kluizenaressen. Zelfs in de Karolingische en post-Karolingische periodes, die gekenmerkt werden door de sterke overheersende aanwezigheid van cenobieten. Dankzij de grote toegankelijkheid van kluizenaarsleven was het voor Nonsuinda evident zich hierbij aan te sluiten.

## Bisdom van Augsburg
Net zoals Nonsuinda’s zoon Adalgerus vermoedelijk een bisschop van Augsburg was, behoorde zij zelf wellicht ook tot het bisdom Augsburg. Het benedictijnse kloosterleven in het bisdom bereikte omstreeks het einde van de tiende eeuw een hoogtepunt. Het bisdom strekte zich uit over een groot deel van het hedendaagse Zuid-Duitsland, onder andere over het Zwabische en Beierse gebied.
In veel benedictijnenkloosters in Zuid-Duitsland werden vrouwenkloosters geïntroduceerd. Het was in zo’n vrouwenklooster, ook wel nonnenklooster genoemd, dat Nonsuinda verbleef. Vaak werd een vrouwenklooster bijgebouwd naast een mannenklooster. Een mooi voorbeeld hiervan werd aangetroffen in de Abdij van Wessobrunn. Volgens de traditie, die ook wel een legende wordt genoemd, zou de stichtingsperiode van deze vrouwenkloosters vallen binnen de ambtsperiode van abt Ilsung (ca. 758-798/99).